# إريك ماينور
إريك ماينور (بالإنجليزية: Eric Maynor)‏ مواليد 11 يونيو 1987 في ريفورد، هو لاعب كرة سلة أمريكي بدأ مسيرته الاحترافية في سنة 2009 حيث تم اختياره من قبل فريق يوتاه جاز خلال الدرافت، يلعب مع فريق نيجني نوفغورود كلاعب هجوم خلفي ويحمل الرقم 6. يبلغ طوله 6 قدم 3 بوصة (1.9 م).

## فرق لعب لها
- يوتاه جاز
- أوكلاهوما سيتي ثاندر
- بورتلاند ترايل بلايزرز
- واشنطن ويزاردز
- فيلادلفيا سفنتي سيكسرز
- بالاكانسترو فاريزي
- نيجني نوفغورود

## إحصائيات المسيرة

### الموسم الاعتيادي
| السنة   | الفريق                 | لعب | بدأ | دقيقة | ميداني% | ثلاثية | حرة   | ارتداد | صنع | استلاب | تصدي | نقطة |
| ------- | ---------------------- | --- | --- | ----- | ------- | ------ | ----- | ------ | --- | ------ | ---- | ---- |
| 2009–10 | يوتاه جاز              | 26  | 2   | 14.0  | .391    | .208   | .758  | 1.5    | 3.1 | .5     | .1   | 5.2  |
| 2009–10 | أوكلاهوما سيتي ثاندر   | 55  | 0   | 16.5  | .434    | .362   | .692  | 1.7    | 3.4 | .5     | .1   | 4.5  |
| 2010–11 | أوكلاهوما سيتي ثاندر   | 82  | 0   | 14.6  | .402    | .385   | .729  | 1.5    | 2.9 | .4     | .1   | 4.2  |
| 2011–12 | أوكلاهوما سيتي ثاندر   | 9   | 0   | 15.2  | .359    | .353   | 1.000 | 1.4    | 2.4 | .6     | .0   | 4.2  |
| 2012–13 | أوكلاهوما سيتي ثاندر   | 37  | 0   | 10.6  | .313    | .326   | .810  | .5     | 2.0 | .3     | .0   | 2.8  |
| 2012–13 | بورتلاند ترايل بلايزرز | 27  | 0   | 21.2  | .422    | .380   | .683  | 1.0    | 4.0 | .4     | .0   | 6.9  |
| 2013–14 | واشنطن ويزاردز         | 23  | 0   | 9.3   | .292    | .320   | .667  | 1.0    | 1.7 | .2     | .0   | 2.3  |
| 2013–14 | فيلادلفيا سفنتي سيكسرز | 8   | 0   | 14.0  | .379    | .333   | .500  | 1.9    | 1.5 | .5     | .3   | 3.8  |
| المسيرة | المسيرة                | 267 | 2   | 14.6  | .392    | .350   | .721  | 1.3    | 2.8 | .4     | .1   | 4.3  |

### التصفيات
| السنة   | الفريق               | لعب | بدأ | دقيقة | ميداني% | ثلاثية | حرة  | ارتداد | صنع | استلاب | تصدي | نقطة |
| ------- | -------------------- | --- | --- | ----- | ------- | ------ | ---- | ------ | --- | ------ | ---- | ---- |
| 2010    | أوكلاهوما سيتي ثاندر | 6   | 0   | 12.7  | .300    | .167   | .818 | 1.5    | 1.5 | .2     | .2   | 3.7  |
| 2011    | أوكلاهوما سيتي ثاندر | 17  | 0   | 12.9  | .377    | .360   | .789 | 1.3    | 2.2 | .5     | .0   | 4.8  |
| المسيرة | المسيرة              | 23  | 0   | 12.9  | .361    | .323   | .800 | 1.3    | 2.0 | .4     | .0   | 4.5  |

## روابط خارجية
- إريك ماينور على موقع إن بي أي (الإنجليزية)
- إريك ماينور على موقع سبورتس رفرنس (الإنجليزية)
- إريك ماينور على موقع كرة السلة الأوروبية.كوم (الإنجليزية)
- إريك ماينور على موقع كلية كرة السلة في سبورتس رفرنس.كوم (الإنجليزية)
- إريك ماينور على موقع ريلجم (الإنجليزية)
- إريك ماينور على موقع بروبوليرز (الإنجليزية)
- إريك ماينور على موقع سبورتس رفرنس (الإنجليزية)
- إريك ماينور على موقع سبورتس رفرنس (الإنجليزية)